# Glacier Point Road
La Glacier Point Road est une route américaine dans le comté de Mariposa, en Californie. Longue d'environ 25,3 kilomètres, cette route de montagne de la Sierra Nevada est entièrement protégée au sein du parc national de Yosemite. Elle permet d'atteindre Glacier Point depuis la Wawona Road à Chinquapin.